# Кузьмич, Михаил Степанович
Михаил Степанович Кузьмич (29 ноября 1920, Вологда — 19 сентября 1988, там же) — советский спортсмен, тренер. Первый в РСФСР работник физической культуры удостоенный звания заслуженный работник культуры РСФСР (1975). Судья всесоюзной категории (1956). Отличник физической культуры (1955).

## Биография
Русский, родился в семье Степана Михайловича Кузьмича. С детства увлекался многими видами спорта. После окончания первой вологодской мужской школы, поступил в Московскую высшую школу мастеров по специальности конькобежный и велосипедный спорт, которую окончил в 1938 году. В 1939 году был призван в Красную Армию. Участник Великой Отечественной войны, лейтенант, с 1941 по 1944 год воевал на Карельском фронте (начальник радиостанции роты связи 1048-го стрелкового полка 289-й стрелковой дивизии). Награждён медалью «За боевые заслуги» «за храбрость и мужество, проявленные в боях за сопку Тюрпека».
После окончания войны вернулся в Вологду и стал работать на кафедре физического воспитания педагогического института. Работая, заочно окончил институт физической культуры имени П. Ф. Лесгафта. В своём родном институте, в котором работал до конца жизни, был старшим преподавателем, заведующим кафедрой.
Не раз возглавлял (на общественных началах) областной совет ДСО «Буревестник».
М. С. Кузьмич — первым в области стал судьёй всесоюзной категории по конькобежному спорту, был судьёй республиканской категории по велоспорту.
Отличный тренер. Именно он, будучи первым тренером по конькобежному спорту Тамары Рыловой, разгадал талант будущей известной советской конькобежки и вселил в неё уверенность в том, что она сможет достичь больших результатов.
М. С. Кузьмичу первому из тех, кто причастен к спорту, в 1975 году было присвоено звание заслуженного работника культуры РСФСР.